# Acanthocreagris anatolica
Espèce
Synonymes
- Microcreagris anatolica Beier, 1963

Acanthocreagris anatolica est une espèce de pseudoscorpions de la famille des Neobisiidae.

## Distribution
Cette espèce se rencontre en Turquie et en Grèce.

## Description
Acanthocreagris anatolica mesure de 1,8 à 2 mm.

## Systématique et taxinomie
Cette espèce a été décrite sous le protonyme Microcreagris anatolica par Beier en 1963. Elle est placée dans le genre Acanthocreagris par Mahnert en 1974.

## Étymologie
Son nom d'espèce lui a été donné en référence au lieu de sa découverte, l'Anatolie.

## Publication originale
- Beier, 1963 : Pseudoskorpione aus Anatolien. Annalen des Naturhistorischen Museums in Wien, vol. 66, p. 267-277 (texte intégral).